# Sándor Képíró

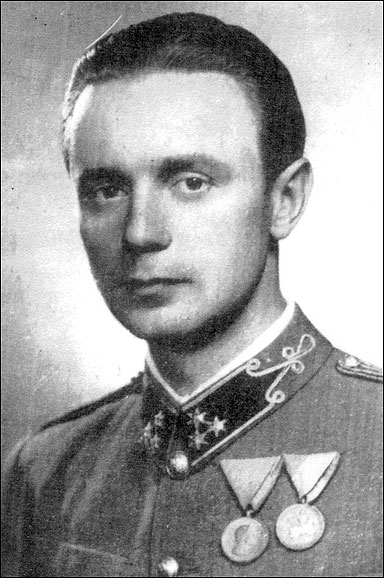
Sándor Képíró (vor 1945)

Sándor Képíró [ˈʃaːndor ˈkeːpiːroː] (* 18. Februar 1914 in Sarkad; † 3. September 2011 in Budapest) war ein ungarischer Offizier der Gendarmerie, der am Massaker von Novi Sad während des Zweiten Weltkriegs beteiligt war, wobei jedoch die Schuldfrage von Gerichten unterschiedlich bewertet wurde. Von einem Militärgericht war er deswegen 1944 verurteilt worden, ein erneuter Prozess im Jahre 2011 endete jedoch mit einem Freispruch.
Er stand am Todestag auf einer vom Simon Wiesenthal Center herausgegebenen Liste der meistgesuchten NS-Kriegsverbrecher an erster Stelle, 2008 stand er hinter John Demjanjuk und Aribert Heim noch an dritter Stelle, jedoch wurde Demjanjuk in der Zwischenzeit verurteilt und neue Erkenntnisse ließen einen früheren Tod Heims vermuten.

## Leben
Képíró promovierte in Rechtswissenschaften.

### Zweiter Weltkrieg
Ein ungarisches Militärgericht befand Képíró und 13 weitere Angeklagte im Januar 1944 der Anstiftung zum Massenmord im Zuge des Massakers von Novi Sad, bei dem mehr als 1000 Menschen erschossen und in die Donau geworfen wurden, für schuldig und verurteilte die Angeklagten zu Haftstrafen zwischen 10 und 15 Jahren. Képíró wurde dabei zu 10 Jahren Haft verurteilt.
Nachdem deutsche Truppen kurz darauf Ungarn besetzten, wurde Képíró freigelassen. Nach Kriegsende setzte er sich nach Österreich ab. Képíró soll 1946 in Abwesenheit erneut verurteilt worden sein, doch die Aufzeichnungen darüber sind angeblich verloren gegangen. Im August 1948 floh er zusammen mit anderen Nationalsozialisten  nach Argentinien. Dort nahm er eine andere Identität an und heiratete.

### Rückkehr nach Ungarn und Prozess 2011
Nachdem Képíró Straffreiheit zugesichert worden war, kehrte er unter Geheimhaltung nach etwa 50 Jahren in Argentinien ungehindert nach Ungarn zurück. Das sorgte beim Bekanntwerden für erhebliche Proteste in der Öffentlichkeit.
Im Jahr 2005 überprüfte das Simon Wiesenthal Center in Los Angeles einen Hinweis, nach dem sich ein in Schottland lebender Mann mit seiner Beteiligung an Deportationen nach Auschwitz gebrüstet hatte. Bei dem Verdächtigen fand man auch ein Foto von Képíró und er sagte aus, mit ihm in Kontakt zu stehen. Bei weiteren Ermittlungen konnte der Aufenthaltsort Képírós, der sich unter seinem richtigen Namen in das Telefonbuch hatte eintragen lassen, ermittelt werden. Képíró wurde festgenommen und der ungarischen Justiz überstellt, konnte jedoch aus juristischen Gründen nicht belangt werden.
Képíró wohnte im September 2008 in Budapest, nahe einer Synagoge.
2009 wurde Képíró von der Staatsanwaltschaft Budapest vorgeladen. Am 5. Mai 2011 begann sein Prozess in Budapest. Képíró wurde der Mord an 36 Menschen in Novi Sad zur Last gelegt. Er erklärte sich zum Prozessauftakt für unschuldig. Bei dem Massaker sei er zwar anwesend gewesen, habe aber niemanden getötet und nicht einmal ein Gewehr abgefeuert. Aufgrund seines hohen Alters von 97 Jahren war die tägliche Prozessdauer auf nicht mehr als drei Stunden beschränkt.
Nach Auffassung der Staatsanwaltschaft, die eine lebenslange Haftstrafe forderte, soll Képíró die Ermordung von 36 Menschen angeordnet haben. Historiker bezeichneten aber die vorgelegten, belastenden Dokumente als unvollständig. Am 18. Juli 2011 wurde Képíró in erster Instanz freigesprochen.
Anfang September 2011 starb Képíró in einem Budapester Krankenhaus im Alter von 97 Jahren.